# Callionymus planus
Callionymus planus là một loài cá biển thuộc chi Callionymus trong họ Cá đàn lia. Loài này được mô tả lần đầu tiên vào năm 1955.

## Phân bố và môi trường sống
C. planus được tìm thấy ờ ngoài khơi phía nam Nhật Bản và xung quanh đảo Đài Loan. Chúng sống trên đáy cát nông.

## Mô tả
Chiều dài lớn nhất được ghi nhận ở C. planus là khoảng 10 cm.